# Luis Carlos Robles
Luis Carlos Robles (n. Maipú, Provincia de Buenos Aires, Argentina, 20 de junio de 1970 - La Serena, Chile, 31 de julio de 2015) fue un futbolista argentino que jugó como defensa y militó en diversos clubes de Argentina y Chile.

## Clubes
| Club               | País      | Año       |
| ------------------ | --------- | --------- |
| Independiente      | Argentina | 1988-1991 |
| El Porvenir        | Argentina | 1992      |
| Deportes La Serena | Chile     | 1992-1998 |
| Coquimbo Unido     | Chile     | 1999      |
| Deportes La Serena | Chile     | 2000-2002 |